# Kawasaki Ki-64
Il Kawasaki Ki-64 (川崎 キ 64?), al quale fu assegnato dagli alleati il nome in codice Rob, era un aereo da caccia monomotore, monoplano ad ala bassa sviluppato dall'azienda giapponese Kawasaki Kōkūki Kōgyō, divisione aeronautica della Kawasaki Heavy Industries, nella prima metà degli anni quaranta e rimasto allo stadio di prototipo.
Evoluzione del precedente Kawasaki Ki-61, aveva un'insolita configurazione a doppio motore, indicato come Kawasaki Ha-201, che consisteva in due Kawasaki Ha-40 in tandem abbinati ad un sistema a elica controrotante con una potenza complessiva di 2 380 CV (1 750 kW).

## Sviluppo del progetto
Il Kawasaki Ki-64 nacque da un'idea dell'ingegner Takeo Doi che, dopo aver già diretto la progettazione del Ki-61, aveva sviluppato una serie di concetti, relativamente poco ortodossi, da applicare ad un velivolo di nuova costruzione.
Inizialmente l'esercito imperiale giapponese non concesse il proprio benestare allo sviluppo del progetto, ritornando sui propri passi nell'ottobre del 1940, in seguito al bando di una richiesta per un aereo da caccia in grado di raggiungere in 5 minuti la quota operativa di 5000 m e di potervi poi operare alla velocità massima di almeno 700 km/h.
Il nuovo progetto di Doi riguardava un velivolo mosso da un gruppo motopropulsore costituito da due motori Kawasaki Ha-40 disposti uno davanti ed uno dietro la cabina di pilotaggio dell'aereo; i motori azionavano una coppia di eliche tripala controrotanti: il motore posteriore agiva sull'elica anteriore (la sola a passo variabile) e viceversa.
Ulteriore particolarità del velivolo era costituita dall'impianto di raffreddamento. Ciascuna ala conteneva un serbatoio d'acqua la cui temperatura era regolata dalla superficie alare stessa: quando l'acqua raggiungeva la temperatura di evaporazione, veniva pompata nel serbatoio alare dove, cedendo il proprio calore all'ala, condensava per tornare in circolo e ripetere la propria opera di raffreddamento del motore. Anche in questo caso l'impianto era sdoppiato: l'ala di sinistra serviva l'impianto del motore anteriore, quella destra il motore posteriore.
La particolare configurazione dell'impianto di raffreddamento consentiva di mantenere linee aerondinamiche "pulite" in quanto la fusoliera del velivolo era priva di qualsiasi presa d'aria. Di contro le ali con profilo a flusso laminare, non potevano essere utilizzate per alloggiare serbatoi di carburante, realizzati nel corpo della fusoliera (quello principale di fronte all'abitacolo) per una capienza di poco superiore a 300 l, con ripercussioni negative sui valori dell'autonomia operativa del Ki-64.
Per testare il corretto funzionamento dell'impianto di raffreddamento fu appositamente modificato un esemplare di Ki-61, sottoposto a prove che, iniziate nel mese di ottobre del 1942, si protrassero fino agli ultimi mesi del 1943; la costruzione de Ki-64 fu quindi ritardata e ultimata solo una volta completata la sperimentazione. Nel mese di dicembre fu completato anche il primo volo del nuovo velivolo.

## Impiego operativo
Le prove di volo del Ki-64 diedero risultati incoraggianti ed i primi quattro voli si conclusero senza contrattempi; il quinto volo fu invece interrotto da un incendio al motore posteriore. Il pilota riuscì a portare a terra il velivolo dove le fiamme furono estinte; il motore fu riportato presso le officine del costruttore per le necessarie riparazioni mentre l'aereo fu portato negli impianti di Gifu in attesa dell'unità motrice.
Nel frattempo si pensò di realizzare una versione più potente dei motori per dare vita alla versione Ki-64-Kai del velivolo, tuttavia anche il lavoro di riparazione di quello danneggiato procedeva a rilento a causa delle numerose urgenze che vedevano impegnate le industrie giapponesi.
Alla fine il progetto del Ki-64 fu abbandonato e sia il motore che la cellula del velivolo furono recuperati dalle forze armate statunitensi alla fine della seconda guerra mondiale. Il motore fu imballato e spedito presso la Army Air Forces Technical Base, nei pressi di Riverside, per essere esaminato.

## Utilizzatori
Giappone
- Dai-Nippon Teikoku Rikugun Kōkū Hombu

utilizzato esclusivamente in prove di valutazione.

### Annotazioni
1. ↑  Copia prodotta sul licenza del Daimler-Benz DB 601

### Fonti
1. ↑  Green 1973, p. 26.
2. ↑  Green e Swanborough 1976, p. 36.
3. ↑  Francillon 1979, p. 122.
4. ↑  Marcon 2000, p. 37.
5. 1 2  Dyer 2009, p. 9.
6. 1 2 3 4 5 6  Dyer 2009, p. 10.